# Juan Ubaldo
Juan José Ubaldo Cabrera (Nacido el 30 de abril de 1979 en Santo Domingo, Distrito Nacional) es un boxeador  Dominicano conocido por haber ganado el título en la categoría de peso mediano en los juegos panamericanos del 2003 como amateur.

## Amateur
En los juegos olímpicos de Sídney 2000 fue derrotado en el primer asalto por Richard Rowles.
Ubaldo ganó la medalla de plata en la categoría Peso superwalter en los Juegos Centroamericanos y del Caribe del 2002, donde fue derrotado por Juan Camilo Novoa.
Obtuvo la medalla de oro en la categoría peso super mediano en los juegos panamericanos del 2003, celebrados en  Santo Domingo. Derrotó a Jean Pascal 19:11 y a Yordanis Despaigne 23:12.
Representó a su país en los Juegos Olímpicos de verano del 2004. Fue vencido en el primer asalto por el Camerunés Hassan Ndam Njikam.

## Profesionalismo
Entró al circuito profesional en 2005 y derrotó a sus primeros 11 oponentes.